# Tjelovek s rusjjom
Tjelovek s rusjjom (russisk: Человек с ружьём, da.: Manden med pistolen) er en sovjetisk film fra 1938 instrueret af Sergej Jutkevitj.

## Medvirkende
- Maksim Shtraukh som Vladimir Lenin
- Mikhail Gelovani som Josef Stalin
- Boris Tenin som Ivan Shadrin
- Vladimir Lukin som Nikolaj Tjibisov
- Zoja Fjodorova som Katja